# Simulium paracarolinae
Simulium paracarolinae es una especie de insecto del género Simulium, familia Simuliidae, orden Diptera.
Fue descrita científicamente por Coscaron, 2004.